# Lermoos
Lermoos település Ausztria tartományának, Tirolnak a Reutte járásában található. Területe 56,4 km², lakosainak száma 1 079 fő, népsűrűsége pedig 19 fő/km² (2014. január 1-jén). A település 1004 méteres tengerszint feletti magasságban helyezkedik el.
A település részei: Gries, Obergarten és Untergarten.

## Fordítás
- Ez a szócikk részben vagy egészben  a   Lermoos című angol Wikipédia-szócikk ezen változatának fordításán alapul.  Az eredeti cikk szerkesztőit annak laptörténete sorolja fel. Ez a jelzés csupán a megfogalmazás eredetét és a szerzői jogokat jelzi, nem szolgál a cikkben szereplő információk forrásmegjelöléseként.